# Leucorrhinia rubicunda
Leucorrhinia rubicunda là loài chuồn chuồn trong họ Libellulidae. Loài này được Linnaeus mô tả khoa học đầu tiên năm 1758.

## Hình ảnh

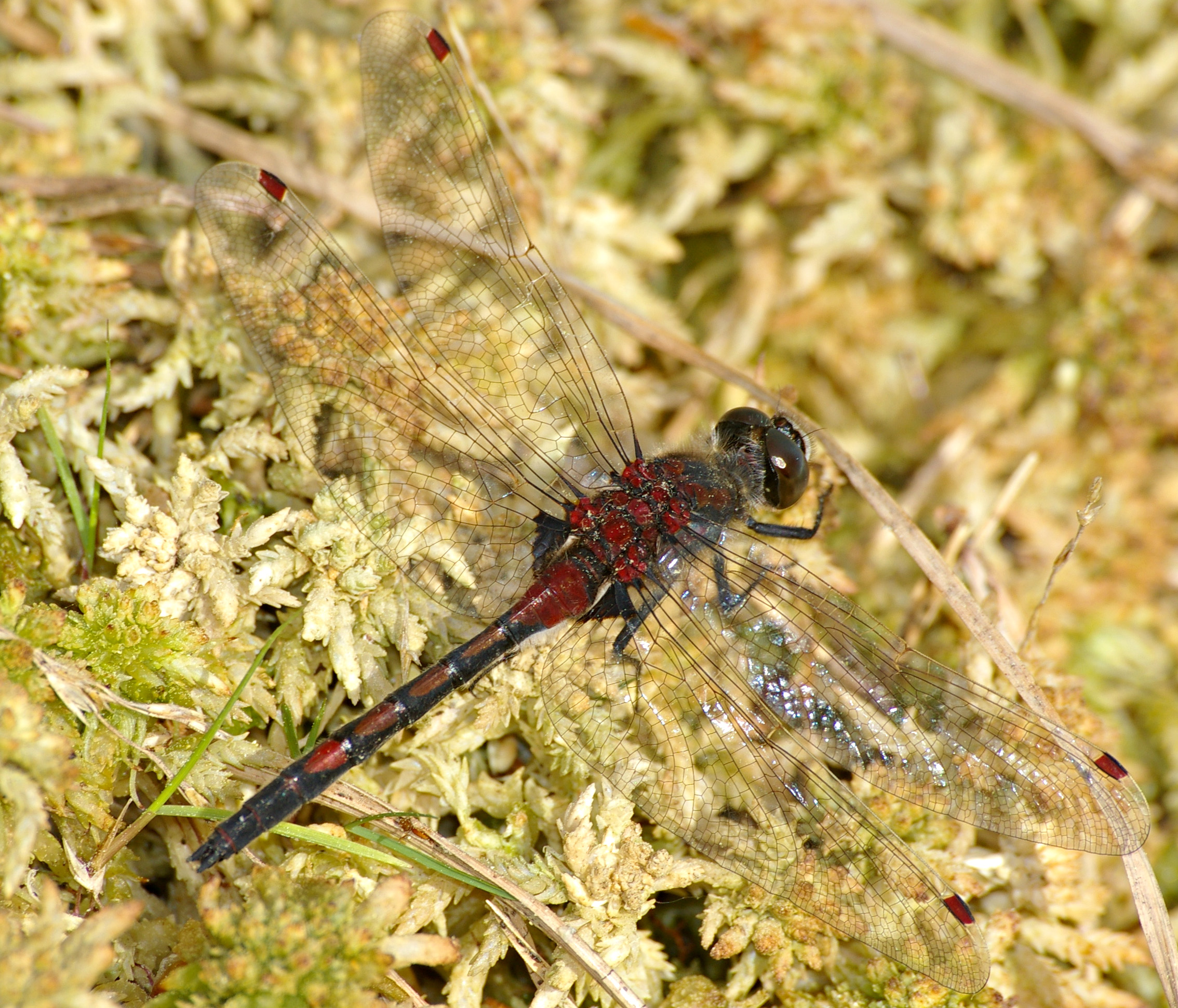
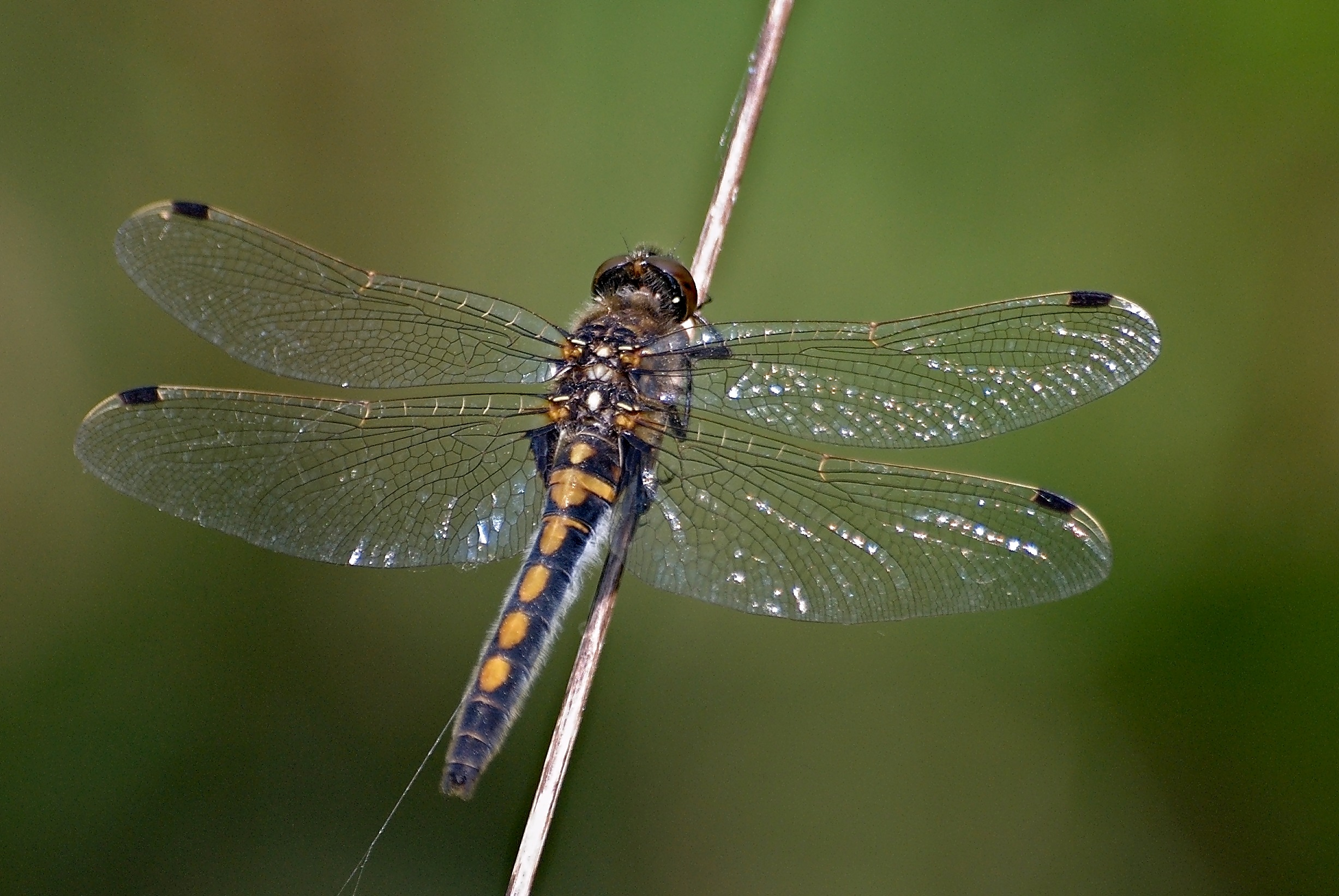
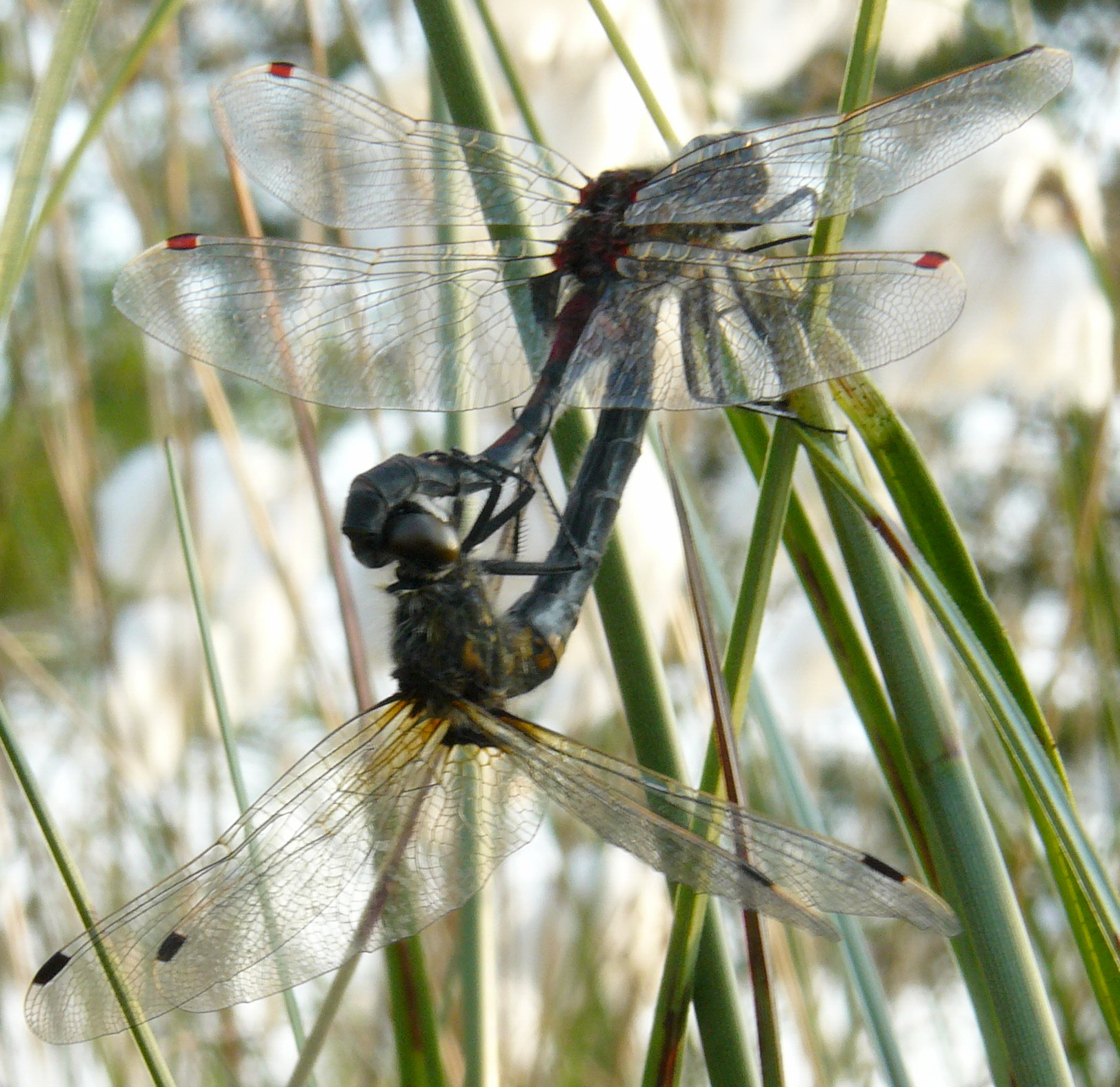
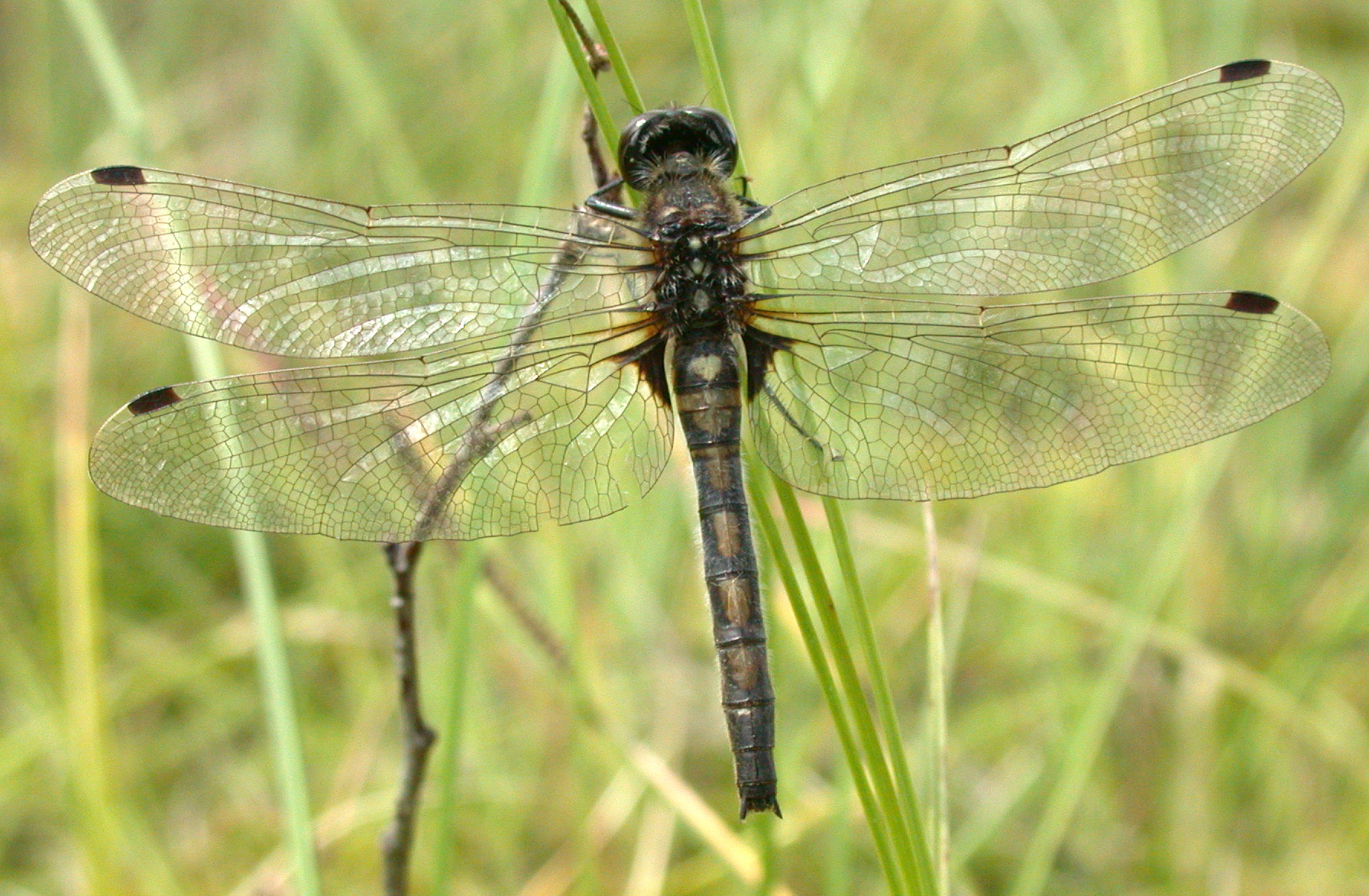